# 120074 Bass
120074 Bass è un asteroide della fascia principale. Scoperto nel 2003, presenta un'orbita caratterizzata da un semiasse maggiore pari a 2,6556955 UA e da un'eccentricità di 0,1434636, inclinata di 8,56204° rispetto all'eclittica.